# Iegor Zamoula
Iegor Denissovitch Zamoula - en russe : Егор Денисович Замула et en anglais : Yegor Zamula - (né le 30 mars 2000 à Tcheliabinsk en Russie) est un joueur professionnel russe de hockey sur glace. Il évolue au poste de défenseur.

## Biographie

### Carrière en club
Formé au Traktor Tcheliabinsk, il rejoint les équipes de jeunes du Metallourg Magnitogorsk. Il est choisi au premier tour, en soixantième position par les Pats de Regina lors de la sélection européenne 2017 de la Ligue canadienne de hockey. Il part alors dans la Ligue de hockey de l'Ouest. En 2020, il passe professionnel avec les Phantoms de Lehigh Valley, club-école des Flyers de Philadelphie dans la Ligue américaine de hockey. Le 27 avril 2021, il joue son premier match dans la Ligue nationale de hockey avec les Flyers chez les Devils du New Jersey. Il enregistre son premier point, une assistance chez le Lightning de Tampa Bay le 18 octobre 2022. Il marque son premier but dans la LNH le 17 octobre 2023 face aux Canucks de Vancouver.

### Carrière internationale
Il représente la Russie en sélections jeunes.

## Statistiques

### En club
| Saison    | Équipe                    | Ligue |                   | Saison régulière  | Saison régulière  | Saison régulière  | Saison régulière  | Saison régulière |   | Séries éliminatoires | Séries éliminatoires | Séries éliminatoires | Séries éliminatoires | Séries éliminatoires |
| Saison    | Équipe                    | Ligue | PJ                | B                 | A                 | Pts               | Pun               | PJ               | B | A                    | Pts                  | Pun                  |                      |                      |
| 2017-2018 | Pats de Regina            | LHOu  | 38                | 0                 | 7                 | 7                 | 14                | -                | - | -                    | -                    | -                    |                      |                      |
| 2017-2018 | Hitmen de Calgary         | LHOu  | 31                | 2                 | 9                 | 11                | 24                | -                | - | -                    | -                    | -                    |                      |                      |
| 2018-2019 | Hitmen de Calgary         | LHOu  | 61                | 10                | 46                | 56                | 27                | 11               | 0 | 7                    | 7                    | 4                    |                      |                      |
| 2019-2020 | Hitmen de Calgary         | LHOu  | 28                | 7                 | 21                | 28                | 14                | -                | - | -                    | -                    | -                    |                      |                      |
| 2020-2021 | Phantoms de Lehigh Valley | LAH   | 25                | 0                 | 6                 | 6                 | 8                 | -                | - | -                    | -                    | -                    |                      |                      |
| 2020-2021 | Flyers de Philadelphie    | LNH   | 2                 | 0                 | 0                 | 0                 | 0                 | -                | - | -                    | -                    | -                    |                      |                      |
| 2021-2022 | Phantoms de Lehigh Valley | LAH   | 58                | 4                 | 25                | 29                | 16                | -                | - | -                    | -                    | -                    |                      |                      |
| 2021-2022 | Flyers de Philadelphie    | LNH   | 10                | 0                 | 0                 | 0                 | 4                 | -                | - | -                    | -                    | -                    |                      |                      |
| 2022-2023 | Phantoms de Lehigh Valley | LAH   | 44                | 1                 | 18                | 19                | 14                | -                | - | -                    | -                    | -                    |                      |                      |
| 2022-2023 | Flyers de Philadelphie    | LNH   | 14                | 0                 | 4                 | 4                 | 2                 | -                | - | -                    | -                    | -                    |                      |                      |
| 2023-2024 | Flyers de Philadelphie    | LNH   | Saison en cours ? | Saison en cours ? | Saison en cours ? | Saison en cours ? | Saison en cours ? |                  |   |                      |                      |                      |                      |                      |

### En équipe nationale
| Année | Compétition                          |   | PJ | B | A | Pts | Pun | +/-               |  | Résultat |
| 2018  | Championnat du monde moins de 18 ans | 5 | 1  | 1 | 2 | 4   | +5  | Sixième place     |  |          |
| 2020  | Championnat du monde junior          | 7 | 2  | 3 | 5 | 6   | +2  | Médaille d'argent |  |          |